# Copa Confederación de la CAF 2010
La Copa Confederación de la CAF del 2010 fue la 7.ª edición del segundo torneo de clubes más importante de África organizado por la CAF.
El FUS Rabat de Marruecos venció en la final al CS Sfaxien de Túnez para proclamarse campeón por primera ocasión.

## Ronda Preliminar
| Equipo 1                    | Agr.         | Equipo 2            | Ida | Vuelta |
| --------------------------- | ------------ | ------------------- | --- | ------ |
| CAPS United                 | 1–1 (8–7 p)  | Mbabane Highlanders | 1–0 | 0–1    |
| Pamplemousses               | 1–5          | Moroka Swallows     | 1–2 | 0–3    |
| Atlético Olympic FC         | 1–2          | Warri Wolves        | 1–1 | 0–1    |
| Tersanah                    | 2–3          | CR Belouizdad       | 1–1 | 1–2    |
| ATRACO FC                   | 2–2 (9–10 p) | Amal                | 2–0 | 0–2    |
| Costa do Sol                | 5–1          | UF Santos           | 2–0 | 3–1    |
| AS CotonTchad               | 0–2          | Ahly Tripoli        | 0–0 | 0–2    |
| Miembeni                    | 2–4          | Petrojet            | 2–2 | 0–2    |
| Villa SC                    | w/o          | Khartoum            | 2   |        |
| Séwé Sport                  | 3–1          | USFA                | 2–1 | 1–0    |
| Benfica                     | 2–3          | Baraka              | 0–0 | 2–3    |
| Diaraf                      | 2–3          | FUS Rabat           | 2–1 | 0–2    |
| São Tomé y Príncipe1        | w/o          | Académica do Soyo   |     |        |
| Panthère Sportive du Ndé FC | w/o          | Benín1              |     |        |
| Central Parade              | 0–4          | COB                 | 0–0 | 0–4    |
| Dragón                      | 2–7          | AC Léopards         | 2–3 | 0–4    |
| AFC Leopards                | 3–4          | Banks               | 3–1 | 0–3    |
| Lengthens                   | 2–1          | AS Adema            | 2–1 | 0–0    |
| DC Motema Pembe             | 4–1          | Anges de Fatima     | 3–0 | 1–1    |
| ASFAN                       | 3–2          | Issia Wazi          | 2–0 | 1–2    |

Libres: Primero de Agosto (Angola), Cotonsport (Camerún), Haras El Hodood (Egipto), FC 105 (Gabón), FAR Rabat (Marruecos), Stade Malien (Malí), Enyimba (Nigeria), AS Vita Club (RD Congo), Simba (Tanzania), Étoile Sahel (Túnez), CS Sfaxien (Túnez) y ZESCO United (Zambia)
1 1 plaza se incluyó para representar al país para el torneo, pero finalmente abandonaron la idea de mandar un equipo.

2 SC Villa abandonó el torneo.

## Primera ronda
| Equipo 1                    | Agr.         | Equipo 2        | Ida | Vuelta |
| --------------------------- | ------------ | --------------- | --- | ------ |
| CAPS United                 | 2–1          | Moroka Swallows | 1–1 | 1–0    |
| Warri Wolves                | 3–2          | ZESCO United    | 3–0 | 0–2    |
| CR Belouizdad               | 2–1          | FAR Rabat       | 1–0 | 1–1    |
| Amal                        | 6–5          | Costa do Sol    | 4–2 | 2–3    |
| Al-Ahly Trípoli             | 0–1          | Sfaxien         | 0–0 | 0–1    |
| Petrojet                    | 5–1          | Khartoum        | 3–0 | 2–1    |
| Séwé Sport                  | 2–2 (3:4 p.) | Stade Malien    | 2–0 | 0–2    |
| Baraka                      | 0–1          | FUS Rabat       | 0–0 | 0–1    |
| Académica Petróleo          | 2–3          | Enyimba         | 2–0 | 0–3    |
| Panthère Sportive du Ndé FC | 3–4          | Vita Club       | 1–1 | 2–3    |
| COB                         | 0–3          | 1º de Agosto    | 0–0 | 0–3    |
| AC Léopards                 | 3–3 (v.)     | Coton Sport     | 3–1 | 0–2    |
| Banks                       | 1–6          | Haras El Hodood | 1–1 | 0–5    |
| Lengthens                   | 1–5          | Simba           | 0–3 | 1–2    |
| DC Motema Pembe             | 1–0          | FC 105          | 0–0 | 1–0    |
| ASFAN                       | 2–2 (v.)     | Étoile du Sahel | 1–0 | 1–2    |

## Segunda ronda
| Equipo 1       | Agr.         | Equipo 2        | Ida | Vuelta |
| -------------- | ------------ | --------------- | --- | ------ |
| Warri Wolves   | 2–3          | CAPS United     | 2–1 | 0–2    |
| Amal Atbara    | 1–2          | CR Belouizdad   | 1–0 | 0–2    |
| Petrojet       | 1–2          | CS Sfaxien      | 1–1 | 0–1    |
| FUS Rabat      | 2–0          | Stade Malien    | 2–0 | 0–0    |
| Vita Club      | 3–3 (4:5 p.) | Enyimba         | 3–0 | 0–3    |
| Coton Sport FC | 1–2          | 1º de Agosto    | 1–2 | 0–0    |
| Simba          | 3–6          | Haras El Hodood | 2–1 | 1–5    |
| ASFAN          | 1–0          | DC Motema Pembe | 1–0 | 0–0    |

## Tercera ronda
| Equipo 1                  | Agr.     | Equipo 2           | Ida | Vuelta |
| ------------------------- | -------- | ------------------ | --- | ------ |
| Al-Ittihad                | 3–2      | Primeiro de Agosto | 2–0 | 1–2    |
| Al-Hilal                  | 8–1      | CAPS United        | 5–0 | 3–1    |
| Al-Merreikh SC            | 3–4      | ASFAN              | 2–2 | 1–2    |
| Atlético Petróleos Luanda | 1–3      | CS Sfaxien         | 0–0 | 1–3    |
| Zanaco                    | 4–2      | Enyimba            | 4–0 | 0–2    |
| Gaborone United           | 2–8      | Haras El Hodood    | 1–0 | 1–8    |
| Supersport United         | 2–2 (v.) | FUS Rabat          | 2–1 | 0–1    |
| Djoliba                   | 1–1 (v.) | CR Belouizdad      | 0–0 | 1–1    |

## Fase de grupos
| Los de color en los grupos                                     |
| -------------------------------------------------------------- |
| Los 2 primeros lugares de cada grupo avanzan a las semifinales |

### Group A
| Club       | J | G | E | P | GF | GC | GD | Pts. |
| ---------- | - | - | - | - | -- | -- | -- | ---- |
| Al-Hilal   | 6 | 4 | 1 | 1 | 10 | 6  | +4 | 13   |
| Al-Ittihad | 6 | 4 | 0 | 2 | 11 | 5  | +6 | 12   |
| Djoliba    | 6 | 2 | 1 | 3 | 4  | 5  | −1 | 7    |
| ASFAN      | 6 | 0 | 2 | 4 | 3  | 12 | −9 | 2    |

|     | HIL | ASF | DAC | ITT |
| --- | --- | --- | --- | --- |
| HIL | –   | 4-2 | 2-1 | 2-0 |
| ASF | 0-0 | –   | 0-0 | 1-3 |
| DAC | 2-0 | 1-0 | –   | 0-1 |
| ITT | 1-2 | 4-0 | 2-0 | –   |

### Grupo B
| Club            | J | G | E | P | GF | GC | GD | Pts. |
| --------------- | - | - | - | - | -- | -- | -- | ---- |
| FUS Rabat       | 6 | 4 | 1 | 1 | 7  | 6  | +1 | 13   |
| Sfaxien         | 6 | 3 | 1 | 2 | 9  | 5  | +4 | 10   |
| Zanaco          | 6 | 1 | 3 | 2 | 5  | 6  | −1 | 6    |
| Haras El Hodood | 6 | 0 | 3 | 3 | 4  | 8  | −4 | 3    |

|     | CSS | FUS | HEH | ZAN |
| --- | --- | --- | --- | --- |
| CSS | –   | 3-0 | 3-1 | 2-1 |
| FUS | 2-1 | –   | 1-0 | 1-0 |
| HEH | 0-0 | 1-2 | –   | 1-1 |
| ZAN | 1-0 | 1-1 | 1-1 | –   |

## Semifinales
| Equipo 1 | Agr.         | Equipo 2  | Ida | Vuelta |
| -------- | ------------ | --------- | --- | ------ |
| Sfaxien  | 1–1 (5-3 p.) | Al-Hilal  | 1–0 | 0–1    |
| Ittihad  | 2–2 (v.)     | FUS Rabat | 1–2 | 1–0    |

## Final

### Ida
| 28-11-2010 | FUS Rabat | 0 – 0   | CS Sfaxien | Complex Sportif Moulay Abdellah, Rabat |                             |
|            |           | Reporte |            | Árbitro(s): Mohamed Benouza            | Árbitro(s): Mohamed Benouza |

### Vuelta
| 4-12-2010 | CS Sfaxien                   | 2 – 3 (Global 2 - 3) | FUS Rabat                             | Stade Taïeb Mhiri, Sfax  |                          |
|           | Rouid 44' · Zaiem 49' (pen.) | Reporte              | Boukhriss 7' · Rokki 75' · Zouidi 89' | Árbitro(s): Jerome Damon | Árbitro(s): Jerome Damon |

## Campeón
|                      |
| Bandera de Marruecos |
| Campeón FUS de Rabat |
| 1.° título           |